# Stosicia chiltoni
Stosicia chiltoni is een slakkensoort uit de familie van de Rissoidae. De wetenschappelijke naam van de soort is voor het eerst geldig gepubliceerd in 1914 door Oliver.